# USS LST-911
O USS LST-911 foi um navio de guerra norte-americano da classe LST que operou durante a Segunda Guerra Mundial.